# Юстас, Арним
Арним Ульрик Юстас (род. 5 октября 1944) — политик Сент-Винсента и Гренадин и третий премьер-министр независимого государства Сент-Винсент и Гренадины с 27 октября 2000 по 29 марта 2001 года. Он стал премьер-министром, когда Митчелл подал в отставку.

## Биография
С 1977 года работал сотрудником администрации в Карибском банке развития (CDB). В 1983 году он был назначен старшим менеджером по обслуживанию проектов. C 1985 по 2001 годы был прикомандирован банком в качестве директора по финансам и планированию в правительстве Новой демократической партии Сент-Винсент и Гренадин. На этом посту он координировал изменения в финансовой системе государства. В 1993 году стал советником министерства финансов. С 1995 по 1998 был председателем компании по развитию и экспорту бананов Наветренных островов (WIBDECO). С 1996 по 1998 годы руководил Национальной системой страхования. В 1998—2000 годах был министром финансов и государственной службы. В октябре 2000 года после ухода в отставку Джеймса Фиц-Аллена Митчелла назначен премьер-министром Сент-Винсента и Гренадин. В марте 2001 года Новая демократическая партия проиграла выборы и Арним Юстас становится лидером оппозиции в палате собрания Сент-Винсента и Гренадин. В 2016 году ушёл с поста руководителя партии